# Rêves de Bunker Hill
 (février 2023).
Si vous êtes l’auteur de ce texte, vous êtes invité à donner votre avis ici. À moins qu’il soit démontré que l’auteur de la page autorise la reproduction et que ce contenu soit compatible avec les principes fondateurs de Wikipédia, cette page sera supprimée ou purgée au bout d’une semaine maximum. En attendant le retrait de cet avertissement, veuillez ne pas réutiliser ce texte.
Rêves de Bunker Hill (titre original : Dreams from Bunker Hill) est un roman semi-autobiographique américain de John Fante, publié en 1982. 
Rêves de Bunker Hill est le dernier volet de ce qui est appelé « la saga d’Arturo Bandini » ou « le quatuor Bandini ». Il est également le dernier livre de Fante publié de son vivant.
Dans Rêves de Bunker Hill, Arturo Bandini a grandi. Le voilà scénariste. On croisera Sinclair Lewis et Nathanael West, des femmes faciles et des producteurs bornés. On appréciera également un romancier rare, doué, musical en diable. John Fante ? Un grand bonhomme. violation du droit d'auteur